# روي كراب
روي كراب (بالإنجليزية: Roy Crabb)‏ هو لاعب كرة قاعدة أمريكي، ولد في 23 أغسطس 1890 في مونتايسلو في الولايات المتحدة، وتوفي في 30 مارس 1940 في لويستاون في الولايات المتحدة.

## وصلات خارجية
- روي كراب على موقعبيزبول رفرنس.كوم (الدوري الرئيسي) (الإنجليزية)
- روي كراب على موقعبيزبول رفرنس.كوم (الدوري الثانوي) (الإنجليزية)